# Imergue
 (juillet 2013).
L'Imergue est une rivière de Vaucluse qui prend sa source dans les monts de Vaucluse, se dirige vers le sud, reçoit les eaux du Carlet et de la Roubine avant de se jeter dans le Calavon à proximité du village de Goult.

## Géographie
La longueur de ce cours d'eau est de 16,8 km. Il coule entre les monts de Vaucluse et le petit Luberon.
Fruit du ruissellement de plusieurs vallons et combes, il prend sa source[précision nécessaire] sur les flancs sud des monts de Vaucluse, au niveau de la commune de Saint-Saturnin-lès-Apt, au nord du hameau des Picards. Celui-ci passe d'ailleurs à proximité du susdit hameau, puis de la Tuilière, pour rejoindre la commune voisine de Roussillon où plusieurs vallons et rigoles gonflent son cours.
L'Imergue est ensuite rejointe sur la commune de Goult, entre la Badelle et le Moulin des Roberts, par la Roubine venant de Gordes.
Enfin, après avoir traversé le hameau de Lumières et passé sous la route nationale 100, l'Imergue se jette dans le Calavon.
L'Imergue reçoit également les eaux du Ruisseau le Lioux.

## Communes traversées
Dans le seul département de Vaucluse, L'Imergue  traverse quatre communes : 
- dans le sens amont vers aval : Saint-Saturnin-lès-Apt (source), Roussillon, Gordes, Goult (confluence).

## Affluents
L'Imergue a trois affluents référencés :
- Ruisseau de Lioux (X3470540)
- Le Carlet (X3470600)
  - Le fossé des Gardiols (X3470620) (et ses affluents)
  - La Véroncle (X3470580) (et ses affluents)
- La Roubine (X3470640)

## Occupation du sol du bassin versant
50,53 % sont des territoires agricoles et 49,07 % sont des forêts et milieux semi-naturels, le reste, moins de 1 %, des territoires artificialisés.